# Rastrejador espanyol
El rastrejador espanyol és una raça de gos de rastre originària de l'extrem nord de la península Ibèrica, inclosa en el Grup VI de la classificació de la Federació Cinològica Internacional. Ha estat utilitzada en aquestes regions des de fa segles per a la caça de tota mena d'animals de pèl: senglar, llebre, os, llop, cérvol, guineu, cabirol i isard. Es tracta d'una raça exclusivament de treball, dedicada a la caça amb armes de foc.

## Història
La primera descripció del rastrejador peninsular apareix en el Libro de la Montería de Alfonso XI, rei de Castella, escrit durant la segona meitat del segle xiv, que en el seu capítol 39 descriu com han de ser físicament els gossos conillers o rastrejadors.
Posteriorment apareixen diverses descripcions dels rastrejador ibèrics en els successius tractats de caça espanyols dels segles xv, xvi i xvii: Tratado de la Montería, Discurso de la Montería o Origen y dignidad de la Caza.
Durant aquests segles els rastrejadors espanyols (diem espanyols per haver nascut a Espanya, no perquè aquells rastrejadors fossin un fidel reflex de l'actual raça rastrejador espanyol) es van utilitzar sobretot en la caça de l'os i el porc senglar a la caça de munteria. El seu ús com a gos de sang va ser molt generalitzat entre els munters dedicats a l'art de la ballesteria. A més des de molt antic s'ha vingut utilitzant el rastrejador espanyol a la caça a canilla per a caçar ossos, senglars o llops.
A mesura que es van anar generalitzant les armes de foc i la caça major va anar declinant, l'ús del gos al nord d'Espanya va ser derivat cap a la caça menor, sobretot a la caça de la llebre "a la tornada", encara que també ha seguit sent utilitzat sense interrupció en la caça del senglar i del cabirol.
Avui dia la recuperació de les poblacions de caça major a el nord d'Espanya ha fet que de nou s'hagi tornat a utilitzar de manera massiva el rastrejador espanyol, ja estandarditzat i uniformitzat com a raça des de 1982, preferentment per a la caça del senglar, sobretot pel que en la tradició muntera nord s'anomena la caça del senglar a coble.

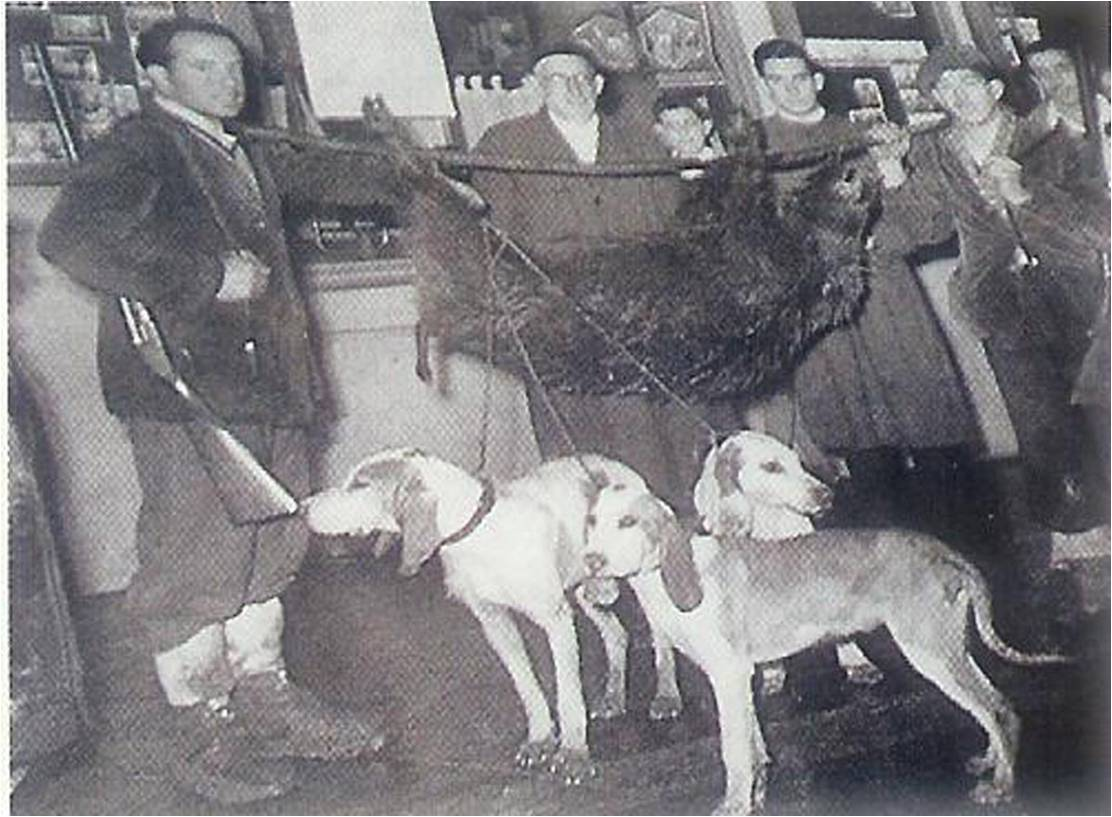
Cacera de senglars a Cantàbria. Any 1952.

## Aparença
És un gos de talla mitjana, eumètric i allargassat. De bell cap i llargues orelles acampanades. Destaca l'elevat perímetre toràcic de la raça i el diàmetre longitudinal que supera àmpliament l'alçada a la creu, amb costelles arrodonides. D'esquelet compacte i forts membres; de pèl fi, llis i enganxat. De mirada dolça, trista i noble. És afectuós i mans, però els bons exemplars mostren gran valor a la caça del senglar.
L'aparença general és la d'un gos fort i resistent, no molt alt però molt rústec. Els dos colors que presenta són el vermell i el blanc, sols o combinats. S'admeten nasos i ungles tant negres com color carn. El color vermell pot oscil·lar des d'un to molt clar fins a un to vermellós amarronat.
La raça presenta un elevat dimorfisme sexual, la talla dels mascles oscil·la entre els 52 i 57 cm i la de les femelles entre els 48 i 53 cm.
En un principi es van diferenciar dos subtipus dins de la raça: El coniller de muntanya i el gos llebrer, però posteriorment es van unificar ambdós.

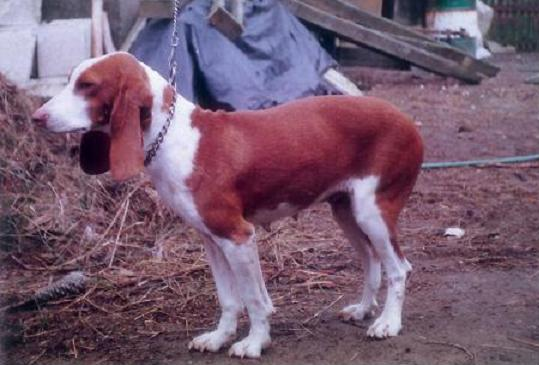
Exemplar de rastrejador espanyol d' antic tipus llebrer.

## Funcionalitat
El rastrejador espanyol és un gos de rastre amb un gran olfacte, destacant per la seva capacitat d'escometre rastres de moltes hores d'antiguitat; la seva veu és potent i de tons greus. Per la seva manera de modular la veu podem conèixer la fase en què es troba la cacera: Aproximació, llevant, persecució, parat o crida a mort. Al nord d'Espanya el lladruc del gos durant la caça se l'anomena "laatido" o "llatido", i l'acte de lladrar mentre avança seguint un rastre o "demanda": "latir" o "llatir".
És molt utilitzat en la caça de la llebre; tradicionalment un cop aixecada la llebre s'esperava que el coniller, a força de tenacitat i perícia, fos capaç de fer-tornar al lloc on es va produir l'aixecament, on l'esperava pel caçador amb una arma de foc per a abatre-la. És el que s'anomena caça de la llebre "a la tornada".
També és molt utilitzat per a la caça del porc senglar a les munteries del nord, sobretot en la modalitat denominada "a coble", la més genuïna i tradicional; l'origen es perd en el temps. Aquesta consisteix a buscar el cau del senglar (o una altra caça) amb l'auxili d'un coniller subjecte a una corretja. Caçador (anomenat "munter") i gos segueixen el rastre del porc senglar fins a arribar al lloc on es troba dormint durant el dia, qüestió que s'assegura procedint a efectuar un reconeixement de la zona on està enllitat el senglar. Un cop assegurat l'enllitat, el lloc és envoltat per diversos caçadors i es deixen anar alguns gossos en el rastre de la presa per fer-la saltar i conduir-la cap als caçadors. El rastrejador espanyol és un gos excel·lent per a aquest tipus de cacera.
Aquest gos de caça té un caràcter marcadament independent per haver estat seleccionat per caçar sol o acompanyat únicament per un o dos rastrejadors més, per tant no es tracta estrictament d'un gos de canilla. Així mateix, necessita un maneig ferm en la seva educació perquè únicament treballi els rastres de l'espècie cinegètica que vol caçar el seu amo.
Es tracta d'un gos de rastre generós a l'hora de donar la veu, molt resistent i treballador i que tendeix a perseguir la seva presa durant molta distància, i no seran rares les persecucions efectuades per un sol gos que duren més de 4-5 hores.
No és un gos apte per a la vida de mascota. Requereix molt espai i molt d'exercici, a banda de ser injust privar-lo de la seva major passió: la caça.

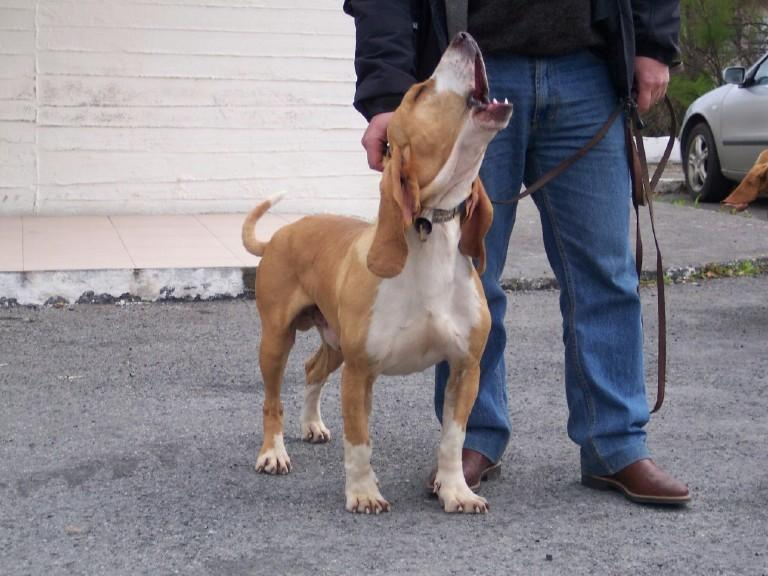
Exemplar de rastrejador espanyol.